# Light sheet mikroskopie
Light sheet mikroskopie (light sheet mikroskop, LSM) je metoda fluorescenční mikroskopie, při které je vzorek osvětlován pomocí excitačního paprsku vytvarovaného do plochy, procházející vzorkem kolmo k objektivu. Díky tomu dochází k detekci signálu pouze z roviny ostrosti. Vzorek je tak možné postupně nasnímat ve více rovinách (tzv. optické řezání) a následně jej analyzovat, provádět 3D rekonstrukce či vytvářet časosběrná videa.
V literatuře se lze setkat s množstvím termínů či zkratek označujících přístroje či metody založené na principu light sheet mikroskopie, nejčastěji jsou to: LSM z light sheet microscopy, LSFM z light sheet fluorescence microscopy případně SPIM z single/selective plane illumination microscopy, ve starší literatuře pak OPFOS z orthogonal plane fluorescence microscopy či ultramicroscopy.

## Historie
Jako množství jiných objevů, i LSM byla známa dlouho před svým širokým rozšířením v poslední dekádě. Siedentopf a Zsigmondy už v roce 1902 publikovali v Analen der Physik návrh mikroskopu, který pracoval na principu osvětlení vzorku kolmo na rovinu pozorování. Vzhledem ke svému fyzikálně-chemickému zaměření přístroj vyvinuli a následně úspěšně využili k pozorování koloidního zlata, respektive ke stanovení velikosti zlatých nanočástic, které byly s rozměry okolo 70 nm hluboko pod difrakčním limitem.
Pro biologii byla tato metoda znovuobjevena až v roce 1993 kdy ji Voie a kol. zkombinovali s fluorescenční mikroskopií a detailně s ní zmapovali aparát vnitřního ucha. Zdokonalením théta konfokální mikroskopie pak byla výzkumnou skupinou Ernsta Stelzera vyvinuta SPIM, jejíž publikace v roce 2004 vzbudila široký zájem o tuto metodu. Velkou zásluhu na tom pravděpodobně měl i dobře zvolený modelový systém. Nasnímáním embryí medaky a octomilky autoři demonstrovali výhody, které oproti ostatním metodám LSM poskytuje. Jsou to zejména rychlost a malá fototoxicita, díky kterým je vhodná právě pro in vivo zobrazování, nezbytné v oblasti vývojové biologie.

## Princip a základní konstrukce mikroskopu
Při LSM je vzorek osvětlován paprskem světla, který je pomocí cylindrických čoček vytvarován do tenké plochy či listu (anglicky sheet¸ odtud název metody). Tento světelný list prochází vzorkem kolmo na optickou osu a zároveň v rovině ostrosti mikroskopu. Dochází pouze k excitaci fluoroforů v rovině ostrosti a nikoliv těch mimo ni. To přináší následující výhody:
- díky selektivní excitaci pochází veškerý signál pouze z roviny ostrosti,
- díky excitaci světelným listem je možné najednou detekovat signál z celého zorného pole pomocí kamery (wide-field detekce),
- díky wide-field detekci je snímání LSM velmi rychlé a vzorek je vystaven mnohem menšímu množství světla.

Vzorek je zobrazován s využitím objektivů s dlouhou pracovní vzdáleností a ve speciální komůrce. Ta může být naplněna jak médiem s optimálním indexem lomu pro zobrazování fixovaných či projasněných vzorků, tak využita k udržování ideálních podmínek při pozorování živých preparátů (rostliny, embrya), případně může být do mikroskopu uchyceno sklíčko či malá nádobka pro analýzu kapalných vzorků.
Popsané dispozice mikroskopu byly dále modifikovány množstvím laboratoří v závislosti na oblasti výzkumu a pozorovaném objektu.

## Modifikace a využití
Optimalizaci rozlišení se věnuje skupina vědců okolo Erica Betziga, kteří využili osvětlení vzorku paprskem excitačního světla, který je skrz vzorek jen minimálně rozptylován (tzv. Bessel beam). Rychlým pohybem paprsku (pomocí galvanometrických zrcátek) v ose kolmé na objektiv je vytvořena zdánlivá plocha excitačního světla, kterou lze skenovat vzorek. V kombinaci se strukturovanou iluminací lze dosáhnout rozlišení 230 x 370 nm při stech snímcích za sekundu a nafilmovat například interakci dvou buněk a tvorbu imunologické synapse či migraci buněk skrz extracelulární matrix. Stejným principem lze zkonstruovat LSM se superrezolučním rozlišením (150 x 280 nm). Obdobně lze využít principu deplece stimulovanou emisí (STED-SPIM) či multifotonové excitace ke zlepšení rozlišení LSM.
Další modifikace jsou zaměřeny na zobrazování objemných vzorků, jako jsou rostoucí embrya či celé orgány z dospělců modelových organismů (D. melanogaster, D. rerio, M. musculus). Při zobrazování větších vzorků je excitované světlo při průchodu vzorkem rozptylováno a ve světelném listu vznikají rozdíly v intenzitě (stíny) za rozhraními s výraznými rozdíly v indexech lomu (typicky za lipidovými strukturami). Tomu lze zabránit použitím dvou světelných listů, které osvětlují vzorek z protilehlých stran. Taková konstrukce navíc umožňuje nasnímat dvakrát větší vzorek při zachování stejného rozlišení. Jinou možností je drobná změna úhlu světelného listu čímž se rovnoměrně excitují i zastíněné oblasti. Obdobně je možné se zbavit artefaktů a navíc dosáhnout i lepšího rozlišení s využitím rotace vzorku a nasnímání více rovin, ze kterých se pak složí výsledný obraz. S využitím těchto přístupů byl například nasnímán jedenáctihodinový vývoj embrya octomilky při němž je možné označit a sledovat pohyb každé jednotlivé buňky.
K dalším modifikací patří využití adaptivní optiky, či využití synchronizace detekce a iluminace kdy je citlivá jen část snímače odpovídající oblasti vzorku osvětlené excitačním paprskem. Jinou možností je upravit mikroskop tak, aby skrz něj mohl proudit vzorek vody ve kterém je poté možné analyzovat procházející fytoplankton. Další skupiny se zaměřili na co nejjednodušší konstrukci LSM, s využitím pouze jednoho objektivu, který slouží zároveň k iluminaci vzorku i detekci signálu. Pro zobrazování vzorků bez nutnosti řešit jejich umístění a fixaci v zobrazovací komůrce, byl vyvinutý invertovaný LSM, ve kterém je vzorek umístěný na stolku jako v běžném invertovaném mikroskopu. K rozšíření LSM a rozvoji mnoha jejích variant významně přispěl OpenSPIM projekt: open-source platforma openspim.org Archivováno 20. 6. 2018 na Wayback Machine. poskytující návod ke stavbě vlastního mikroskopu, který je možné na rozdíl od komerčních řešení libovolně modifikovat pro specifické vzorky.
Z výhod LSM začíná těžit čím dál větší množství oborů. Od pokračujícího využívání ve vývojové biologii, kde je výhodou hlavně z nízká fototoxicita a velká rychlost umožňující několikahodinové nepřetržité zobrazování vývojových procesů zahrnující detekci jednotlivých buněk a analýzu jejich pohybu během vývoje. Přes morfologické, funkční i klinicky zaměřené studie nervové soustavy kde se využívá možnosti snímat i několikamilimetrové vzorky při zachování submikrometrového rozlišení. Až k aplikacím v onkologickém výzkumu, či přímo k využití LSM při peroperační diagnostice.

## Srovnání s dalšími metodami optického řezání vzorku
Největší výhodou LSM jsou zmíněná rychlost a efektivní iluminace vzorku. U konfokální mikroskopie je excitovaná celá snímaná část vzorku a nežádoucí fluorescence (z nad a pod rovinou ostrosti) je odstíněná clonou umístěnou v dráze emitovaného světla mezi vzorkem a detektorem. To sice ve výsledku vede k detekci signálu pouze z roviny ostrosti, ovšem nijak to nesnižuje množství excitačního světla, kterému je vzorek vystaven. U silnějších preparátů, kde jsou pro trojrozměrnou rekonstrukci postupně snímány desítky až tisíce rovin je celý vzorek vystavovaný excitaci při snímání každé z nich. Při LSM je už samotná excitace selektivní a celková fototoxicita, které je vzorek vystaven je řádově nižší (úměrně velikosti vzorku, respektive počtu snímaných rovin). Selektivní iluminace lze dosáhnout i pomocí multifotonové mikroskopie. V porovnání s ní je však LSM řádově rychlejší, jelikož při konfokální i multifotonové mikroskopii je každá rovina ve vzorku skenovaná bod po bodu. Ve výsledku je snímání, opět v závislosti na velikosti vzorku, řádově rychlejší.

## Související technologie
Kromě samotného zobrazování, je předpokladem kvalitního výstupu i adekvátní příprava vzorku. Rozvoj LSM podnítil i vývoj nových histologických metod – tzv. projasňovacích (clearing) technik. Ty sjednocují index lomu ve vzorku a minimalizují tak rozptyl světla, který je jedním z hlavních omezení pro zobrazování vzorků větších než zlomky milimetru. Spolu s rozvojem mikroskopie umožňující snímání velkých objemů jde ruku v ruce i vývoj nových způsobů přípravy vzorků. Výsledkem je několik nových metod projasňování a desítky publikovaných protokolů pro různé tkáně i způsoby barvení či snímání. Další práce se zaměřují na optimalizaci přípravy vzorků pro zobrazování živých preparátů jak živočichů, tak rostlin.
Výstupem ze snímání vzorků pomocí LSM jsou často data v řádech jednotek až desítek TB. Akvizice, přemisťování a skladování takto velkých objemů dat, vyžadují pro tyto účely optimalizovaný hardware a zároveň i přehodnocení přístupu k získaným datům a jejich kompresi. Stejně tak samotné prohlížení, registrace a následná analýza vyžadují softwary přizpůsobené práci s takto objemnými daty.
V posledních letech se začínají na trhu objevovat i komerční systémy pro LSM od firem Zeiss, Lavision, Leica a 3i, které se liší svou konstrukcí (počet objektivů, způsob uchycení a orientace vzorku) a primárním určením (zobrazování fixovaných a projasněných vzorků nebo celých organismů in vivo).